# Fernando Rincón Jaramillo
Fernando Rincón Jaramillo (Yungay, Ancash; 11 de junio de 1900-Lima, 23 de julio de 1962) fue un militar peruano, miembro del Cuerpo de policía uniformada peruana, Guardia Civil del Perú.
Procedía de las filas del Ejército del Perú, donde se graduó como alférez del arma de caballería en la Escuela Militar de Chorrillos habiendo pasado, en 1924, con el grado de teniente, a la Guardia Civil y Policía. En 1948 asumió el mando de la institución como director general de la Guardia Civil y Policía, cargo que desempeñó durante un mes debido a discrepancias con el ministro de Gobierno y Policía del gobierno del General de División EP Manuel A. Odría.
En 1956 fue dado de baja por "medida disciplinaria", por la causal de "Insulto al Superior", de la cual fue sobreseído en 1958, con el fin de hacerle perder la precedencia siendo reincorporado a su institución sin cargo. En 1960 pasó a la situación de retiro por la causal de límite de edad en el grado. Falleció en 1962.

## Biografía
Nació en Yungay, hijo del abogado chacasino Manuel Fernando Rincón Amez, diputado de la República (1898-1900) y vocal de la Corte Superior de Justicia de Ancash. Su madre fue la dama yungaína Estela Jaramillo Cisneros. Provenía de importantes familias ligadas a la vida militar asentadas en la sierra de Áncash antes de la fundación de la República, por línea paterna era nieto del capitán Manuel Fernando Rincón de Aranda, comandante de caballería de la provincia de Conchucos, alcalde de Chacas y diputado de la República por Huari y bisnieto de los oficiales Miguel Rincón de la Roca y Francisco de Amez y Amezcaray, gobernadores de la provincia de Conchucos Alto durante los primeros años de la República. Sus estudios los realizó en la escuela fiscal y el colegio Santa Inés de Yungay.

### Ejército del Perú
Ingresó como cadete a la división superior de la Escuela Militar de Chorrillos el 17 de marzo de 1917, ocupando el primer lugar entre los cadetes egresados del arma de caballería el 1 de febrero de 1921 integrando la 21.ª Promoción de Oficiales. Fue destinado al regimiento de caballería “Escolta del Presidente” ascendiendo a teniente el 1 de febrero de 1923 habiendo permanecido en dicha unidad hasta el 9 de marzo de 1924.

### Guardia Civil del Perú
Luego de haberse iniciado la reorganización de la Policía del Perú, el teniente Rincón fue seleccionado para ingresar como oficial de la nueva Guardia Civil y Policía, ingresando, como oficial-alumno a la primera sección superior o de oficiales en 1924, ascendiendo poco tiempo después a capitán GC. En 1929 asciende a mayor GC, a Teniente Coronel GC en 1935, a Coronel GC en 1941 y a General GC en 1948.
Durante sus años como oficial superior desempeñó cargos fue 1.er. Jefe del Batallón de Asalto, del 1.er. Regimiento de Caballería, del 1.er Regimiento de Infantería de Seguridad, destacando en la Dirección de la Escuela de la Guardia Civil y Policía, entre 1941 y 1945.
Como director de la Escuela de la Guardia Civil y Policía del Perú, contrató a destacados catedráticos universitarios, como los abogados Raúl Ferrero Rebagliati, José León Barandiaran, Gonzalo Ortiz de Zevallos Roeder, Manuel Cisneros Sánchez, entre otros, para que fueran docentes de la Escuela de la Guardia Civil y Policía y dentro de sus reformas promovidas dispuso que en el cuadro de mérito de ingreso a la escuela de oficiales de la Guardia Civil y Policía todos los que habiendo aprobado y no alcanzado las vacantes para ser dados de alta como Cadetes GC tuvieran la alternativa de ingresar automáticamente, como alumnos, a la Escuela de Detectives del CIV o a la Escuela de Guardias GC.
En 1945, el ministro de Gobierno y Policía Ricardo de la Puente y Ganoza propuso al Presidente de la República Manuel Prado Ugarteche, el ascenso al Grado de General de la Guardia Civil y Policía del Perú, del coronel Rincón, por “Acción Distinguida”, topándose con la declinación del militar como gesto de protesta por el veto a Luis Rizo Patrón Lembecke quien no pudo ser ascendido a pesar de haber evitado la toma de Palacio de Gobierno cuando fuera jefe de la Guarnición de Palacio. Este y otros gestos anteriores lo convirtieron en hombre de confianza del Presidente de la República quien a cambio de su declinación lo nombró, con mantenimiento de su cargo de Director de la Escuela de la Guardia Civil y Polícía, Jefe de la IX Región y a cargo de todas las Comandancias y Unidades.
Ante la inminente proclamación de Bustamante y Rivero como nuevo Presidente de la República, los más altos mandos de las Fuerzas Armadas y Guardia Civil fueron convocados a una reunión de emergencia a la que concurrió en representación de la GC, el Coronel Rincón; conocida la razón de la convocatoria el Coronel GC Rincón Jaramillo tomó la palabra y expresó: La Guardia Civil se acuartela. Permiso para retirarme Señores Generales y Almirantes.
En el primer Consejo de Ministros que presidió el Presidente Bustamante y Rivero, fue pasado a disponibilidad por Medida Disciplinaria y denunciado ante la Justicia Militar. Un año después fue absuelto y reincorporado a su Institución obteniendo la limpieza de sus antecedentes, fue nombrado Juez Instructor del sonado "Crimen Graña" delicado y politizado crimen del entonces Director del Diario "La Prensa" Francisco Graña Garland.

### General y director general
En 1948, fue ascendido por orden de méritos y de acuerdo con el escalafón, al grado de General que había declinado. Durante su ausencia de la institución, esta sufrió el embate de las Fuerzas Armadas que la debilitaron al punto de casi perder su función primordial del control del orden interno. El General EP Manuel A. Odría fue nombrado nuevo Ministro de Gobierno y Policía convocando a Rincón para recuperar la autoridad perdida, cargo que desempeñó durante muy corto tiempo, pero que le bastó para mantener la nomenclatura de los Grados y lograr la subordinación de la Dirección del Cuerpo de Investigación y Vigilancia a la Dirección General de la Guardia Civil y Policía.
El nuevo presidente de la República Manuel A. Odría nombró a Rincón como director general de la Guardia Civil y Policía, en reemplazo del General GC Edilberto Salazar Castillo, cargo en el que duró tan sólo un mes. Durante su corta permanencia promovió la creación del Servicio de Radio Patrulla, con los primeros 10 "patrulleros", modelo Ford 1948, que entraron formalmente en vigencia en 1950, y defendió los fueros institucionales para evitar la autonomía e independencia del Cuerpo de Investigación y Vigilancia.
En 1956 asume la Presidencia de la República el Doctor Manuel Prado Ugarteche surgiendo discrepancias entre este y el General Rincón Jaramillo quien fuera su hombre de confianza durante su primer mandato presidencial, hasta el último día como Presidente de la República el año 1945, no acepta el cargo de director general de la Guardia Civil, cargo que ya había desempeñado en 1948,y reclama la restitución de la subordinación del Cuerpo de Investigación y Vigilancia del Perú (CIV) a la Guardia Civil y Policía, defendiendo los fueros de su Institución y su Despacho de General de la Guardia Civil y Policía.

### Muerte

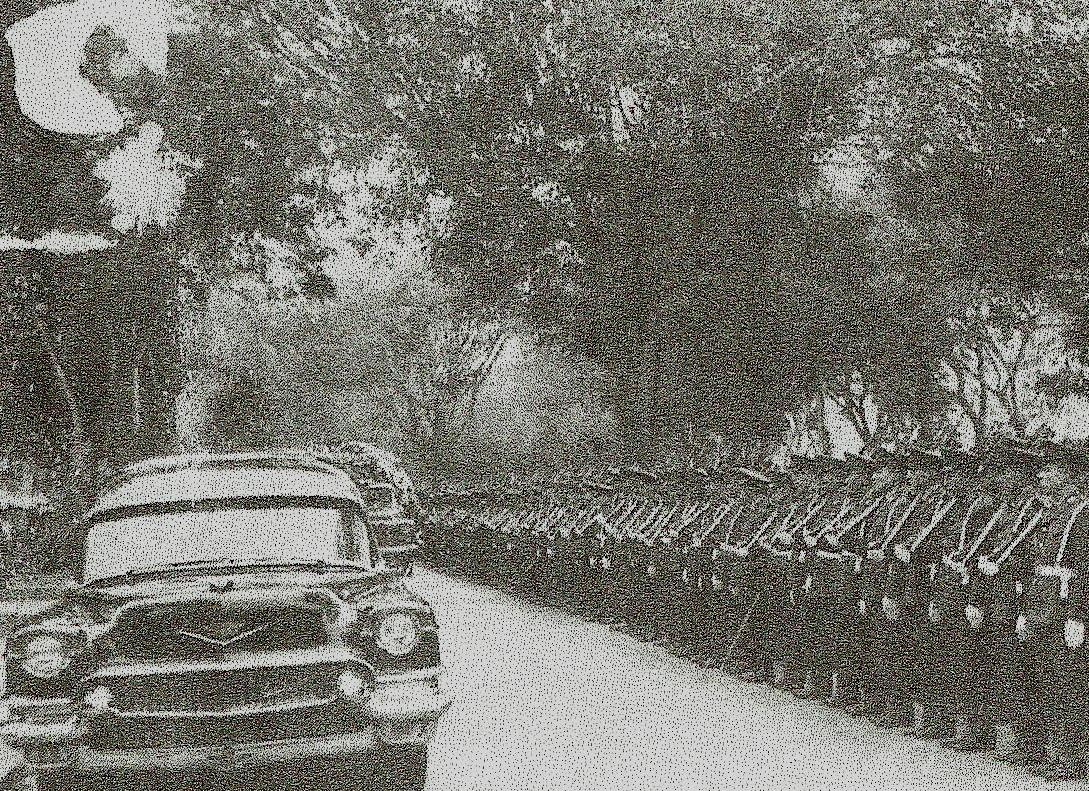
Vista Parcial de sus honras fúnebres.

Falleció en Lima el 23 de julio de 1962, habiendo recibido sepultura en el Cementerio “El Ángel”, recibiendo homenajes por parte de la Junta Militar de Gobierno del año 1962 y por el íntegro de los efectivos de la Guardia Civil de las unidades policiales en las que el prestó servicios y formó: Centro de Instrucción de la Guardia Civil, 22-CGC-Batallón de Tropas de Asalto, 24-CGC-Caballería, 29-CGC-Radio–Patrulla y otras unidades policiales de la guarnición de Lima que formaron a lo largo de más de 8 cuadras de la avenida Arequipa y cuyos jefes fueron sus discípulos cuando el fue Director de la Escuela de la Guardia Civil y Policía entre 1941-1945.

### Reconocimientos
- El 31 de agosto de 1981 en acto de público se reivindica al general Rincón, restituyéndole póstumamente la Condecoración de la Orden del Mérito de la Guardia Civil del Perú.
- Medalla del Centenario de 1921 y 1924.
- Gran Oficial de la Orden Militar de Ayacucho.
- Comendador de la República de Chile.
- Comendador de la Orden del Libertador de la República de Venezuela
- Comendador de la Orden El Sol del Perú.

## Vida privada
Contrajo matrimonio con la dama yungaína Alicia Bazo Vinatea, con la que tuvo dos hijos: Alicia con estudios superiores de pedagogía y Fernando Rincón Bazo, con estudios en administración e ingeniería, este fue Ministro del Interior del 3 de enero de 1983 al 21 de abril de 1983.
Fue pariente del Cabo GC Carlos Egúsquiza Amez, declarado mártir institucional tras su muerte en una emboscada perpetrada por el Movimiento de Izquierda Revolucionaria en Púcuta.

## Ancestros
| \| \| \| \| \| \| \| \| \| \| \| \| \| \| \| \| \| \| \| \| 14. Miguel Rincón y Rodríguez de Garay Navarra, 1745 \| \| \| \| \| \| \| \| \| \| \| \| \| \| \| \| \| \| \| \| \| \| \| \| \| \| \| \| \| \| \| \| \| \| \| \| \| \| \| \| \| \| \| \| \| \| \| \| \| \| \| \| \| \| 8. Miguel Rincón y Rodríguez de la Roca Chacas, 1782 \| \| \| \| \| \| \| \| \| \| \| \| \| \| \| \| \| \| \| \| \| \| \| \| \| \| \| \| \| \| \| \| \| \| \| \| \| \| \| \| \| \| \| \| \| \| \| \| \| \| \| \| \| \| 15. Sebastiana de la Roca y Durán Navarra, 1755 \| \| \| \| \| \| \| \| \| \| \| \| \| \| \| \| \| \| \| \| \| \| \| \| \| \| \| \| \| \| \| \| \| \| \| \| \| \| \| \| \| \| \| \| \| \| \| \| \| \| \| \| \| \| 4. Manuel F. Rincón de Aranda Chacas, 1809 \| \| \| \| \| \| \| \| \| \| \| \| \| \| \| \| \| \| \| \| \| \| \| \| \| \| \| \| \| \| \| \| \| \| \| \| \| \| \| \| \| \| \| \| \| \| \| \| \| \| \| \| \| \| 16. Esteban Aranda Rodríguez \| \| \| \| \| \| \| \| \| \| \| \| \| \| \| \| \| \| \| \| \| \| \| \| \| \| \| \| \| \| \| \| \| \| \| \| \| \| \| \| \| \| \| \| \| \| \| \| \| \| \| \| \| \| 9. María de Aranda y Andava \| \| \| \| \| \| \| \| \| \| \| \| \| \| \| \| \| \| \| \| \| \| \| \| \| \| \| \| \| \| \| \| \| \| \| \| \| \| \| \| \| \| \| \| \| \| \| \| \| \| \| \| \| \| 17. Juana Dionisia Andava \| \| \| \| \| \| \| \| \| \| \| \| \| \| \| \| \| \| \| \| \| \| \| \| \| \| \| \| \| \| \| \| \| \| \| \| \| \| \| \| \| \| \| \| \| \| \| \| \| \| \| \| \| \| 2. Fernando Rincón Amez \| \| \| \| \| \| \| \| \| \| \| \| \| \| \| \| \| \| \| \| \| \| \| \| \| \| \| \| \| \| \| \| \| \| \| \| \| \| \| \| \| \| \| \| \| \| \| \| \| \| \| \| \| \| 18. Miguel de Amez y Landa Vizcaya, 1750 \| \| \| \| \| \| \| \| \| \| \| \| \| \| \| \| \| \| \| \| \| \| \| \| \| \| \| \| \| \| \| \| \| \| \| \| \| \| \| \| \| \| \| \| \| \| \| \| \| \| \| \| \| \| 10. Francisco de Amez y Amezcaray Vizcaya, 1785 \| \| \| \| \| \| \| \| \| \| \| \| \| \| \| \| \| \| \| \| \| \| \| \| \| \| \| \| \| \| \| \| \| \| \| \| \| \| \| \| \| \| \| \| \| \| \| \| \| \| \| \| \| \| 19. Maria de Amezcaray y Río Vizcaya, 1750 \| \| \| \| \| \| \| \| \| \| \| \| \| \| \| \| \| \| \| \| \| \| \| \| \| \| \| \| \| \| \| \| \| \| \| \| \| \| \| \| \| \| \| \| \| \| \| \| \| \| \| \| \| \| 5. Andrea Amez Navarro Chacas, 1824 \| \| \| \| \| \| \| \| \| \| \| \| \| \| \| \| \| \| \| \| \| \| \| \| \| \| \| \| \| \| \| \| \| \| \| \| \| \| \| \| \| \| \| \| \| \| \| \| \| \| \| \| \| \| 20. Antonio Navarro del Dosal Sevilla, 1762 \| \| \| \| \| \| \| \| \| \| \| \| \| \| \| \| \| \| \| \| \| \| \| \| \| \| \| \| \| \| \| \| \| \| \| \| \| \| \| \| \| \| \| \| \| \| \| \| \| \| \| \| \| \| 11. Manuela Navarro Menéndez del Dosal Chacas, 1788 \| \| \| \| \| \| \| \| \| \| \| \| \| \| \| \| \| \| \| \| \| \| \| \| \| \| \| \| \| \| \| \| \| \| \| \| \| \| \| \| \| \| \| \| \| \| \| \| \| \| \| \| \| \| 21. Manuela Menéndez Carvajal y Bejarano Lima, 1755 \| \| \| \| \| \| \| \| \| \| \| \| \| \| \| \| \| \| \| \| \| \| \| \| \| \| \| \| \| \| \| \| \| \| \| \| \| \| \| \| \| \| \| \| \| \| \| \| \| \| \| \| \| \| 1. Fernando Rincón Jaramillo \| \| \| \| \| \| \| \| \| \| \| \| \| \| \| \| \| \| \| \| \| \| \| \| \| \| \| \| \| \| \| \| \| \| \| \| \| \| \| \| \| \| \| \| \| \| \| \| \| \| \| \| \| \| 3. Estela Jaramillo Cisneros Yungay, 1902 \| \| \| \| \| \| \| \| \| \| \| \| \| \| \| \| \| \| \| \| \| \| \| \| \| \| \| \| \| \| \| \| \| \| \| \| \| \| \| \| \| \| \| \| \| \| \| \| \| \| \| \| |                                                      |  |  |  |  |  |  |  |  |  |  |  |  |  |  |  |
| |                                                      |  |  |  |  |  |  |  |  |  |  |  |  |  |  |  |
| | 14. Miguel Rincón y Rodríguez de Garay Navarra, 1745 |  |  |  |  |  |  |  |  |  |  |  |  |  |  |  |
| |                                                      |  |  |  |  |  |  |  |  |  |  |  |  |  |  |  |
| |                                                      |  |  |  |  |  |  |  |  |  |  |  |  |  |  |  |
| | 8. Miguel Rincón y Rodríguez de la Roca Chacas, 1782 |  |  |  |  |  |  |  |  |  |  |  |  |  |  |  |
| |                                                      |  |  |  |  |  |  |  |  |  |  |  |  |  |  |  |
| |                                                      |  |  |  |  |  |  |  |  |  |  |  |  |  |  |  |
| | 15. Sebastiana de la Roca y Durán Navarra, 1755      |  |  |  |  |  |  |  |  |  |  |  |  |  |  |  |
| |                                                      |  |  |  |  |  |  |  |  |  |  |  |  |  |  |  |
| |                                                      |  |  |  |  |  |  |  |  |  |  |  |  |  |  |  |
| | 4. Manuel F. Rincón de Aranda Chacas, 1809           |  |  |  |  |  |  |  |  |  |  |  |  |  |  |  |
| |                                                      |  |  |  |  |  |  |  |  |  |  |  |  |  |  |  |
| |                                                      |  |  |  |  |  |  |  |  |  |  |  |  |  |  |  |
| | 16. Esteban Aranda Rodríguez                         |  |  |  |  |  |  |  |  |  |  |  |  |  |  |  |
| |                                                      |  |  |  |  |  |  |  |  |  |  |  |  |  |  |  |
| |                                                      |  |  |  |  |  |  |  |  |  |  |  |  |  |  |  |
| | 9. María de Aranda y Andava                          |  |  |  |  |  |  |  |  |  |  |  |  |  |  |  |
| |                                                      |  |  |  |  |  |  |  |  |  |  |  |  |  |  |  |
| |                                                      |  |  |  |  |  |  |  |  |  |  |  |  |  |  |  |
| | 17. Juana Dionisia Andava                            |  |  |  |  |  |  |  |  |  |  |  |  |  |  |  |
| |                                                      |  |  |  |  |  |  |  |  |  |  |  |  |  |  |  |
| |                                                      |  |  |  |  |  |  |  |  |  |  |  |  |  |  |  |
| | 2. Fernando Rincón Amez                              |  |  |  |  |  |  |  |  |  |  |  |  |  |  |  |
| |                                                      |  |  |  |  |  |  |  |  |  |  |  |  |  |  |  |
| |                                                      |  |  |  |  |  |  |  |  |  |  |  |  |  |  |  |
| | 18. Miguel de Amez y Landa Vizcaya, 1750             |  |  |  |  |  |  |  |  |  |  |  |  |  |  |  |
| |                                                      |  |  |  |  |  |  |  |  |  |  |  |  |  |  |  |
| |                                                      |  |  |  |  |  |  |  |  |  |  |  |  |  |  |  |
| | 10. Francisco de Amez y Amezcaray Vizcaya, 1785      |  |  |  |  |  |  |  |  |  |  |  |  |  |  |  |
| |                                                      |  |  |  |  |  |  |  |  |  |  |  |  |  |  |  |
| |                                                      |  |  |  |  |  |  |  |  |  |  |  |  |  |  |  |
| | 19. Maria de Amezcaray y Río Vizcaya, 1750           |  |  |  |  |  |  |  |  |  |  |  |  |  |  |  |
| |                                                      |  |  |  |  |  |  |  |  |  |  |  |  |  |  |  |
| |                                                      |  |  |  |  |  |  |  |  |  |  |  |  |  |  |  |
| | 5. Andrea Amez Navarro Chacas, 1824                  |  |  |  |  |  |  |  |  |  |  |  |  |  |  |  |
| |                                                      |  |  |  |  |  |  |  |  |  |  |  |  |  |  |  |
| |                                                      |  |  |  |  |  |  |  |  |  |  |  |  |  |  |  |
| | 20. Antonio Navarro del Dosal Sevilla, 1762          |  |  |  |  |  |  |  |  |  |  |  |  |  |  |  |
| |                                                      |  |  |  |  |  |  |  |  |  |  |  |  |  |  |  |
| |                                                      |  |  |  |  |  |  |  |  |  |  |  |  |  |  |  |
| | 11. Manuela Navarro Menéndez del Dosal Chacas, 1788  |  |  |  |  |  |  |  |  |  |  |  |  |  |  |  |
| |                                                      |  |  |  |  |  |  |  |  |  |  |  |  |  |  |  |
| |                                                      |  |  |  |  |  |  |  |  |  |  |  |  |  |  |  |
| | 21. Manuela Menéndez Carvajal y Bejarano Lima, 1755  |  |  |  |  |  |  |  |  |  |  |  |  |  |  |  |
| |                                                      |  |  |  |  |  |  |  |  |  |  |  |  |  |  |  |
| |                                                      |  |  |  |  |  |  |  |  |  |  |  |  |  |  |  |
| | 1. Fernando Rincón Jaramillo                         |  |  |  |  |  |  |  |  |  |  |  |  |  |  |  |
| |                                                      |  |  |  |  |  |  |  |  |  |  |  |  |  |  |  |
| |                                                      |  |  |  |  |  |  |  |  |  |  |  |  |  |  |  |
| | 3. Estela Jaramillo Cisneros Yungay, 1902            |  |  |  |  |  |  |  |  |  |  |  |  |  |  |  |
| |                                                      |  |  |  |  |  |  |  |  |  |  |  |  |  |  |  |
| |                                                      |  |  |  |  |  |  |  |  |  |  |  |  |  |  |  |